# Betaltjänstdirektivet
Betaltjänstdirektivet (PSD, direktiv 2007/64 / EG, ersatt med PSD2, direktiv (EU) 2015/2366) är ett europeiskt direktiv som reglerar betalningstjänster och betalningsleverantörer inom Europeiska unionen samt övriga delar av Europeiska ekonomiska samarbetsområdet (EES). Direktivets syfte var att öka paneuropeisk konkurrens och deltagande i betalningsindustrin även från icke-banker och att skapa lika villkor genom att harmonisera konsumentskyddet och rättigheter och skyldigheter för betalningsleverantörer och användare.